# 张喆 (配音员)
张喆（1989年8月14日—）是一名曾配过《琅琊榜》、《女醫明妃傳》、《三生三世十里桃花》、《星球大战之侠盗一号》等一些剧集、电影的配音演员，还提供过三星bixby女声的一种音源。

## 配音作品

### 電視劇
2012年
- 《槍神傳奇》 姚芳 （ 陳麗娜 飾）

2013年
- 《千金歸來》李佳 （ 王子 飾）
- 《九死一生》柳葉 （ 金麗婷 飾）
- 《武林猛虎》董西 （ 鄔靖靖 飾）

2014年
- 《武媚娘傳奇》馮才人（ 張溪庭 飾）
- 《神鵰俠侶》荷香 （ 秦嵐飾）、耶律燕（ 馬夢喬 飾）
- 《戀戀不忘》張曼迪 （ 馮婧 飾）
- 《出關》韓江雪（ 汪裴 飾）
- 《兄弟兄弟》燕知秋（ 王紫齊 飾）
- 《無敵鐵橋三》喬鶯（ 白茹 飾）
- 《拐個皇帝回現代》珠珠（ 蘇夢迪 飾）

2015年
- 《瑯琊榜》夏冬（ 張齡心 飾）
- 《活色生香》香雪吟（ 唐藝昕 飾）、春苗（ 依靈 飾）
- 《羋月傳》珊瑚（ 劉子鶴 飾）
- 《班淑傳奇》碧玉（ 曹馨月 飾）、佩環（ 溫雯 飾）、阿珠（ 申恩盼 飾）
- 《臥底》星野美和（ 李欣凌 飾）
- 《陸小鳳與花滿樓》阿信（ 張檬 飾）
- 《地雷英雄傳》馬飛燕（ 寧靜 飾）
- 《漁島怒潮》劉三曼(嫂)（ 溫崢嶸 飾）
- 《伏擊》二丫（ 劉娜萍 飾）
- 《擒蛇》封翎子（ 梁愛琪 飾）
- 《同門往事》陶蘭（ 夏侯琪瑞 飾）
- 《新上錯花轎》林天素（ 孫耀琦 飾）
- 《無心法師》狐妖大白（ 王妍蘇 飾）、八姨太（ 馬湘宜 飾）

2016年
- 《女醫明妃傳》錢皇后 （ 李呈媛 飾）
- 《九州·天空城》雪飛霜 （ 鞠婧禕 飾）
- 《錦繡未央》真未央 （ 李依曉  飾）
- 《仙劍雲之凡》方采薇 （ 劉雅瑟 飾）、林未央（李媛 飾）
- 《天天有喜之人間有愛》靈靈四 （ 劉娜萍 飾）、艾麗（ 方數真 飾）
- 《彝海結盟》阿依詩薇 （ 談莉娜 飾）
- 《淬火成鋼》何月娥 （ 戰菁一 飾）
- 《天涯浴血》阿梅 （ 戴佳佳 飾）
- 《我的愛情撞上了戰爭》蘇婉兒 （ 熊梓菱 飾）
- 《待嫁十年(後備男朋友)》秦也 （ 江若琳 飾）
- 《大染坊續》鳳喜 （ 馬源 飾）
- 《最後的戰士》冉雪花 （ 曾一萱 飾）
- 《雪地娘子軍》俞大雁 （ 陳佳佳 飾）
- 《校園籃球風雲》秦嵐 （ 陳羽琦 飾）
- 《最佳情侶》葉歡迎經紀人

2017年
- 《三生三世十里桃花》》繆清 （ 王秀竹 飾）
- 《那片星空那片海》巫靚靚 （王萌黎 飾）
- 《孤芳不自賞》張貴妃 （ 鄧莎 飾）
- 《雲巔之上》阿may （ 鄧莎 飾）
- 《軍師聯盟》柏靈筠（ 張鈞甯 飾）
- 《秦時麗人明月心》蓋蘭 （  張璇 飾）
- 《軒轅劍之漢之雲》翡翠 （ 楊棋珺 飾）、司徒薔（ 米娜 飾）
- 《上古情歌》泣女 （ 郝澤嘉 飾）
- 《傳奇大亨》王靜 （郭子千 飾）
- 《开封府传奇》端午 （王悠 飾）
- 《通天狄仁傑》季玄瑜 （ 劉真君 飾）、六月（ 武笑羽 飾）
- 《女兒紅》米粒 （ 肖雨雨 飾）
- 《剃刀邊緣》金太太 （ 馬麗 飾）
- 《大西北剿匪記》許凌梅 （ 寧靜 飾）
- 《宋耀如·父親》宋靄齡 （毛悅怡 飾）
- 《不得不爱》姚瑤 （ 毛曉彤 飾）
- 《開封奇談》蘇靜兒 （ 盧秋宏 飾）
- 《無法擁抱的你》小燦 （胡意旋 飾）
- 《逆襲之星途璀璨》程語柔 （ 黃婷婷 飾）
- 《貼身校花之君臨天夏》夏語嫣 （ 邵雪聰 飾）
- 《河神》小海 （ 盧待熹 飾）
- 《我的仙界學院》墨玄 （ 李玉潔 飾）
- 《殺狼》夏夢瑤（王俐丹 飾）、洪九妹（賴雨濛 飾）

2018年
- 《香蜜沉沉燼如霜》鎏英 （ 陳鈺琪 飾）
- 《誠忠堂》楊依依 （ 喬欣 飾）
- 《合伙人》Lisa （ 林彎彎 飾）
- 《如果，愛》萬嘉玲 （ 張柏芝 飾）
- 《好久不见》夢蝶 （ 逯子 飾）
- 《鬥破蒼穹》青鱗 （ 徐可瓏 飾）
- 《古剑奇谭2》聞人羽 （ 穎兒 飾）
- 《烈火如歌》鳳凰（ 龍政璇 飾）
- 《獨孤天下》獨孤曼陀 （ 李依曉 飾）
- 《玄門大師》東皇菲菲 （ 王秀竹 飾）
- 《飘香剑雨》薛若壁 （ 湯晶晶 飾）
- 《熱血狂籃》秦箏 （ 塗冰 飾）
- 《變身女友》王珺 （ 唐瑞宏 飾）
- 《繼承者計劃》具善熙 （ 李欣燃 飾）
- 《許你浮生若夢》洪瀾 （ 程硯秋 飾）
- 《初遇在光年之外》英語老師、維奇
- 《冒險王衛斯理之支離人》白素 （ 胡然 飾）
- 《骨語》夏螢 （ 張齡心 飾）
- 《超密》李夢 （ 李雪 飾）

2019年
- 《剑王朝》葉甄 （ 姚笛 飾）
- 《宸汐緣》青瑤 （ 張芷溪 飾）
- 《天衣无缝》方一凡 （ 張芷溪 飾）
- 《老虎隊》何仙女 （ 王珂 飾）
- 《錦衣之下》袁今夏 （ 譚松韻 飾）
- 《極速救援》徐海鷗 （ 金夢陽子 飾）
- 《築夢情緣》姚彩萍 （ 楊棋珺 飾）
- 《永遠的戰友》胡杏芬 （ 孫丹丹 飾）
- 《面具背後》秦佳敏 （  柴蔚 飾）
- 《絕世千金》林洛景 （鄭湫泓 飾）
- 《愛的著陸》翁雅（ 劉洋陽 飾）
- 《當她戀愛時》陸喬 （ 李若寧 飾）
- 《出線了，初戀》杜莎莎 （ 榮梓希 飾）
- 《我知道你的秘密》顧初 （ 葉青 飾）
- 《十年三月三十日》林珊 （ 高曉菲 飾）
- 《民國少年偵探社》宋渺渺 （ 鄭丞丞 飾）
- 《身為一個胖子》喬曼 （ 蘭淑娟 飾）
- 《爵跡·臨界天下》白銀祭司 （ 韋肖 飾）、鹿覺 （ 鬼鬼 飾）

2020年
- 《熱血同行》芳兒 （ 劉芸 飾）
- 《愛情的開關》周小萌 （ 賴雨濛 飾）
- 《上古密約》巴音 （ 劉芮僑 飾）、帝女桑（ 陳姝 飾）
- 《韞色過濃》蘇矜北 （ 張予曦 飾）
- 《月上重火》林奉紫 （ 田依桐 飾）
- 《錦繡南歌》王子衿 （ 龍政璇 飾）
- 《偷心畫師》戴如兒 （ 康可人 飾）
- 《少女大人》梁妏 （ 斯琴高麗 飾）、老鴇 （ 譚琍敏 飾）
- 《哪吒降妖记》狐小玉 （ 馬夢喬飾）
- 《九州·天空城II》風如澈 （ 王玉雯 飾）
- 《拾光裡的我們》Janice （ 張嘉希 飾）
- 《三生三世枕上書》成玉 （ 袁雨萱 飾）
- 《谁都渴望遇见你》羅溪（ 章若楠 飾）
- 《奈何boss又如何》聶星辰 （ 宣璐 飾）
- 《重启之极海听雷》三葉、阿寧 （ 劉羽琦 飾）
- 《忘记你，记得爱情》范雲伊 （ 姜星呈 飾）
- 《你成功引起我的注意了》令尋尋 （ 蔣夢婕 飾）

### 電影
國產片
- 《幸福迷途》張稚巧 （ 惠英紅 飾）
- 《放手爱》張悅 （ 蔡卓妍 飾）
- 《臥虎藏龍：青冥寶劍 》 《臥虎藏龍2》斷魂鶯 （ 吳青芸 飾）
- 《特工爺爺》劉警官（ 牟星 飾）
- 《禦姐拳皇》夜鶯 （ 徐冬梅 飾）
- 《夏有喬木雅望天堂》舒雅望（ 盧杉 飾）
- 《IGirl 夢情人》iGirl002（ 文凱玲 飾）
- 《驚天大逆轉》楊曦 （ 郎月婷 飾）
- 《女法醫手記之來訪者》韓梅 （ 趙崔瑋 飾）
- 《西遊伏妖篇》戚秦氏 （ 王麗坤 飾）
- 《功夫瑜伽》Ashimita （ 迪莎·帕塔尼 飾）
- 《遊戲規則》藍若云 （ 秋瓷炫 飾）
- 《決戰食神》主持人 （  衛詩雅 飾）
- 《六人晚餐》林曉藍 （ 張鈞甯 飾）
- 《鮫珠傳》黑羽 （ 張天愛 飾）
- 《王的男妃》燕冰凝 （ 於洋 飾）
- 《追龍》阿晴（ 胡然 飾）
- 《英倫對決》瑪姬（ 夏莉·墨菲 飾）
- 《六年，六天》宋小朵（ 姜瑞佳 飾）
- 《常在你左右》雨欣 （ 蔡卓妍 飾）
- 《洩密者》阮嘉嵐 （ 佘詩曼 飾）
- 《大師兄》王得男 （ 李靖筠 飾）
- 《 解碼遊戲》Zora
- 《狄仁傑之四大天王》鯉魚、婷儀 （ 劉芊孜 飾）
- 《素人特工》LV（ 劉美彤 飾）
- 《我的青春都是你》周林林 （ 宋芸樺 飾）
- 《九州天空城之时光回转》方祈舞 （ 王玉雯 飾）

譯製片
- 《星際大戰外傳：俠盜一號》（美）琴·厄索 （ 菲麗希緹·瓊斯 飾）
- 《奇異博士》（美）克里斯汀·帕爾默 （ 瑞秋·麥克亞當斯 飾）
- 《為了與你相遇》（美）少年漢娜 （ 布麗特妮·羅伯森 飾）
- 《金剛戰士》（美）特里尼 （ 貝琪·G 飾）
- 《殺手保鑣/王牌保鏢》（美）Amelia Ryder （ 艾洛蒂·袁 飾）
- 《逐夢棋緣/卡推女王》（南非）哈麗特 （ 露皮塔·尼永奧 飾）
- 《火海凌雲》（俄）薇卡 （ 卡特里娜·沙皮薩 飾）
- 《这里的黎明静悄悄 (2015年电影)》（俄）嘉麗婭 （ 克里斯蒂娜·阿斯姆斯 飾）
- 《刺殺蓋世太保》（法）安娜（  米婭·華希科沃斯卡 飾）
- 《STAR WARS：最後的絕地武士》（美）羅絲·蒂科 （ 凱莉·瑪麗·陳 飾）
- 《野蠻遊戲：瘋狂叢林》（美）貝瑟尼 （ 麥迪遜·伊斯曼 飾）
- 《亞歷山大和他最糟糕的一天》（美）埃米莉 （ 凱瑞斯·多西 飾）
- 《比得兔》（美）比伊 （ 蘿絲·拜恩 飾）
- 《黑豹》（美）娜吉雅 （ 露皮塔·尼永奧 飾）
- 《星際大戰外傳：韓索羅》（美）姬菈 （ 艾蜜莉·克拉克 飾）
- 《友情以上》（泰）琴（平采娜·乐维瑟派布恩 饰）

### 動畫作品
2014年
- 《熊貓手札》猩猩

2015年
- 《魚樂圈》（美）小美、貝貝

2016年
- 《聰聰智慧島》聰聰、旁白
- 《小淘氣長征記》
- 《送子鳥 (電影)》（美）鬱金香

2017年
- 《狐妖小紅娘》夜魅、毒娘子
- 《銀之守墓人》菲比、伊賽菲亞、L
- 《槍神記》莉安娜
- 《魔髮奇緣》（美）樂佩（Rapunzel）

2018年
- 《雄兵連》艾妮·熙德
- 《貓與桃花源》金剛
- 《我的逆天神器》楚傾城
- 《空氣俠》路人小姐姐
- 《美食大冒險之英雄燴》伊巧巧
- 《無敵破壞王2：網路大暴走》（美）樂佩（Rapunzel）、蒂安娜（Tiana）
- 《名偵探柯南》（日）工藤有希子（TV版第951話起）

2019年
- 《白蛇：緣起》小白
- 《雄兵連之諸天降臨》艾妮·熙德
- 《全職高手之巔峰榮耀》夏茗

2020年
- 《歷師》歲歲平安

2021年
- 《白蛇2：青蛇劫起》小白
- 《新神榜：哪吒重生》彩雲、少年哪吒

2022年
- 《山海經之再見怪獸》九尾、糖泥、旁白

### 遊戲作品
單機遊戲
- 《神舞幻想》南斗星神、悲離

網絡遊戲
- 《無盡戰區》原子、芙羅拉

手機遊戲
- 《奇迹暖暖》立風、黑卡
- 《大話西遊》雲紫仙、觀音
- 《盜墓筆記》阿寧
- 《夢間集》分水峨眉刺
- 《決戰！平安京》白狼
- 《錦繡未央》李長樂
- 《自由幻想》青玄

### 有聲作品
廣播劇
- 《羋月傳》向氏
- 《全職高手》陳果
- 《我為魚肉》衛庭煦
- 《問棺》李十一
- 《都什麼年代了》紀鳴橙
- 《月光照不到》林韵声
- 《玩家请就位》萧暮雨
- 《禁止动心》江虞

有聲漫畫
- 《諸神的紫菜包飯》梁綺曼
- 《公主病的剋星》陶子月

有声剧
- 《桃李不言》言蹊